# 马来亚高等法院大法官
马来亚高等法院大法官，又称马来亚大法官、西马大法官，是马来西亚三权分立制度下司法机构的第三高职。除此之外，他也是马来西亚第三级别法院—马来亚高等法院的最高首長。该职位位列联邦首席大法官和上诉法院主席之后，沙巴及砂拉越高等法院大法官之前。1994年前，该职位称为马来亚高等法院首席大法官。

## 历任[2]

### 首席大法官
- 赛谢哈山峇拉峇：1963年－1966年
- 莫哈末阿兹米（英语：Mohamed Azmi Mohamed）：1966年－1968年
- 王福泰（英语：Ong Hock Thye）：1968年－1973年
- 莫哈末苏菲安（英语：Mohamed Suffian Mohamed Hashim）：1973年－1974年
- 萨万星基尔：1974年－1979年
- 拉惹阿兹兰沙：1979年－1982年（后成为霹雳苏丹和最高元首）
- 沙列阿巴斯（英语：Salleh Abas）：1982年－1984年
- 阿都哈密奥玛（英语：Abdul Hamid Omar）：1984年－1989年
- 哈欣约沙尼：1989年－1992年
- 顏質端（英语：Gunn Chit Tuan）：1992年－1994年

### 大法官
- 尤索夫晋：1994年
- 安努亚再纳阿比丁：1994年－1997年
- 旺阿德南：1997年－2000年
- 阿末法鲁兹（英语：Ahmad Fairuz Abdul Halim）：2000年－2002年
- 海达莫哈末诺：2002年－2004年
- 西蒂诺玛（英语：Siti Norma Yaakob）：2004年－2006年
- 阿拉乌丁：2007年－2008年
- 阿里芬（英语：Arifin Zakaria）：2008年－2011年
- 祖基菲里：2011年－2017年
- 阿末马洛（英语：Ahmad Maarop）：2017年－2018年
- 扎哈拉·依布拉欣：2018年－2019年
- 阿扎哈·莫哈末：2019年－2022年
- 莫哈末再比丁：2023年－2024年
- 哈斯娜哈欣（英语：Hasnah Mohammed Hashim）：2024年－至今